# Замок Аидзувакамацу
Замок Аидзувакамацу (яп. 会津若松城 айдзу вакамацу-дзё:) или замок Вакамацу (яп. 若松城 вакамацу-дзё:) — японский средневековый замок в городе Аидзувакамацу, префектура Фукусима.
Также может носить название замок Цуруга (яп. 鶴ヶ城 цуруга-дзё:).
В средневековых документах известен под именем «Замок Курокава» (яп. 黒川城) или замок Айдзу (яп. 会津城).
Замок Аидзувакамацу входит в число национальных исторических памятников Японии.

## История
Замок построен в 1384 году под руководством Асина Наомори в качестве укреплённого пункта клана Асина.
До 1868 года был административным и военным центром региона Айдзу.
В конце XVI и начале XVII веков это укрепление переходило поочерёдно под управление кланов Датэ, Гамо и Като.
Датэ Масамунэ в течение пяти лет вел сражения против клана Асина и в 1589 году одержал победу, замок перешёл в его владение.
Но ненадолго — в следующем году замок перешёл во владение Тоётоми Хидэёси.
В 1592 году следующий владелец Гамо Удзисато достроил семиярусную главную башню, отремонтировал замок и дал ему название «замок Цуруга».
Однако оно не прижилось и замок по-прежнему называли «замок Вакамацу».
В 1643 году замок Вакамацу стал резиденцией клана Мацудайра и оставался в его владении до 1868 года.
В течение периода Эдо замок исполнял роль центра хана Айдзу.
Во время войны Босин замок был повреждён правительственными войсками.
Поскольку хан Айдзу воевал против императора, то главную башню замка снесли в 1874 году.
В 1950—1960 годах по инициативе властей и жителей Аидзувакамацу замок был отреставрирован.
В 1963 году из железобетона была возведена главная башня замка.
В настоящее время башня используется в качестве музея, на последнем этаже есть смотровая площадка, с которой открывается вид на город.